# Бойс-Форте
Бойс-Форте (англ. Bois Forte Indian Reservation) — индейская резервация алгонкиноязычного народа оджибве, расположенная в северо-центральной части штата Миннесота, США.

## История
В 1854 году группа оджибве, известная американцам как буа-форте, впервые заключила договор с правительством США, согласно которому индейцы получали неопределённый участок земли вокруг озера Вермилион в качестве резервации. Этот регион был сердцем их общины, и они сохранили право охотиться и ловить рыбу в уступленном районе.
Позднее, из-за слухов о золоте, белые люди стали посягать на территорию вокруг озера Вермилион и захватывать земли. Это привело к новому договору 1866 года, в котором все претензии на резервацию Вермилион-Лейк были отменены, а на озере Нетт была создана новая индейская резервация площадью около 100 000 акров. Несмотря на то, что резервация Вермилион-Лейк была восстановлена исполнительным указом 1881 года, оджибве буа-форте вернули только около 1000 акров в районе озера Вермилиона, вместо десятков тысяч, которые им были обещаны в договоре 1854 года.

## География
Резервация расположена на севере Миннесоты, примерно в 72 км к югу от американо-канадской границы. Бойс-Форте разделена на три сектора:
- Нетт-Лейк (на языке оджибве Asabiikone-zaaga`iganiing) — является основной частью резервации, содержащей невключённую территорию Нетт-Лейк. Площадь суши составляет 421,838 км². Расположена вокруг озера Нетт в округах Кучичинг и Сент-Луис. Около 50 % территории Нетт-Лейк являются водно-болотными угодьями и считаются крупнейшим производителем дикого риса в Соединённых Штатах[2].
- Дир-Крик — вторая по площади часть резервации. Первоначально эта территория была отведена для группы литтл-форкс, относящейся к сото-оджибве. В XXI веке, когда всё население переселилось либо в Нетт-Лейк, либо в Вермилион-Лейк, эта территория сохраняется как заповедник природных ресурсов для группы буа-форте. Площадь суши составляет 90,931 км². Расположена на севере округа Айтаска, к востоку от города Эффи.
- Вермилион-Лейк — самая маленькая по площади часть резервации. Первоначально именно эта территория была выделена исполнительным приказом для группы буа-форте. Восстановлена в 1881 году, однако большая часть резервации была потеряна для индейцев. Площадь суши составляет 4,205 км². Расположена в северо-центральной части округа Сент-Луис на южном берегу озера Вермилион, к западу от города Тауэр.

Есть также несмежные участки размером менее 40 акров (16 га), относящиеся к Бойс-Форте. Общая площадь резервации, включая трастовые земли (5,45 км²), составляет 554,13 км², из них 522,58 км² приходится на сушу и 31,55 км² — на воду. Административным центром резервации является невключённая территория и статистически обособленная местность Нетт-Лейк.

## Демография
По данным федеральной переписи населения 2000 года в резервации проживало 657 человек, в Нетт-Лейк — 328 человек, в Дир-Крик — 157 человек, а в Вермилион-Лейк — 172 человека.
Согласно федеральной переписи населения 2020 года в резервации проживало 984 человека, насчитывалось 429 домашних хозяйств и 541 жилой дом. Средний доход на одно домашнее хозяйство в индейской резервации составлял 28 194 доллара США. Около 30,6 % всего населения находились за чертой бедности, в том числе 28,2 % тех, кому ещё не исполнилось 18 лет, и 42,1 % старше 65 лет.
Расовый состав распределился следующим образом: белые — 224 чел., афроамериканцы — 1 чел., коренные американцы (индейцы США) — 688 чел., азиаты — 0 чел., океанийцы — 0 чел., представители других рас — 0 чел., представители двух или более рас — 71 человек; испаноязычные или латиноамериканцы любой расы составили 22 человека. Плотность населения составляла 1,78 чел./км².